# Finanza pubblica
La finanza pubblica o finanza statale è l'espressione che si usa per le tematiche della ricerca e dell'impiego di risorse finanziarie da parte della pubblica amministrazione per il perseguimento dei suoi obiettivi di interesse pubblico. Rappresenta i processi con cui enti pubblici e stati gestiscono i flussi monetari (raccolta, allocazione e usi) nel tempo.

## Descrizione

### Principi di base
La finanza pubblica segue fondamentalmente sei grandi principi:
- principio di annualità,
- principio di universalità,
- principio di veridicità,
- principio di integrità,
- principio della confrontabilità,
- principio di trasparenza.

### Campi di applicazione
All'interno del settore generale della finanza, quello della finanza pubblica riguarda il finanziamento, il bilancio dello Stato e la contabilità:
- degli organismi intergovernativi, di livello sovranazionale (europeo, per esempio) o mondiale, in particolare la BCE, la BEI, l'FMI e la Banca Mondiale. Si tratta di finanza pubblica di organismi internazionali;
- degli Stati e degli altri enti territoriali (regioni, province, comuni). Nella maggior parte dei paesi democratici l'istituzione centrale in materia di finanza pubblica è il Ministero dell'economia o delle finanze;
- delle Banche Centrali;
- degli organismi parastatali (per esempio la sicurezza sociale, servizi pubblici non concessi al privato, etc.).

### Bilancio pubblico: procedure, risorse, spese
La procedura annuale di bilancio pubblico, la legge di stabilità in Italia, è un momento parlamentare molto importante in molti paesi. Le risorse e le spese considerate sono le seguenti:
- Le risorse pubbliche provengono fondamentalmente dai prelievi fiscali, contributi obbligatori (imposte, tasse, tributi) spesso completate dai mutui, da introiti derivanti dai timbri (postale, marca da bollo, ecc.)
- Le spese pubbliche riguardano il funzionamento, gli investimenti e le redistribuzioni fiscali.

### Saldo di bilancio e debito pubblico
Il saldo tra risorse pubbliche a netto dei prestiti e spese pubbliche è il surplus di bilancio o deficit pubblico annuale. Per giudicare la salute finanziaria di un Ente pubblico si possono guardare i seguenti indici:
- Risorse a netto dei prestiti / spese

Altri indici permettono di giudicare la salute finanziaria di Enti pubblici nel loro complesso:
- Deficit pubblico / PIL,
- Debito pubblico / PIL,
- Carico del debito / PIL,